# Mehun-sur-Yèvre
Mehun-sur-Yèvre is een gemeente in het Franse departement Cher (regio Centre-Val de Loire). De gemeente telde 6.394 inwoners op 1 januari 2022. De plaats maakt deel uit van het arrondissement Vierzon.
In de middeleeuwen was Mehun een koninklijke stad. Tijdens de Honderdjarige Oorlog was het kasteel van Mehun de voornaamste residentie van koning Karel VII van Frankrijk. Vanaf de 19e eeuw werd de stad bekend voor haar porseleinindustrie. De manufacture Pillivuyt in Mehun-sur-Yèvre is de grootste porseleinfabriek van Frankrijk.

## Geschiedenis

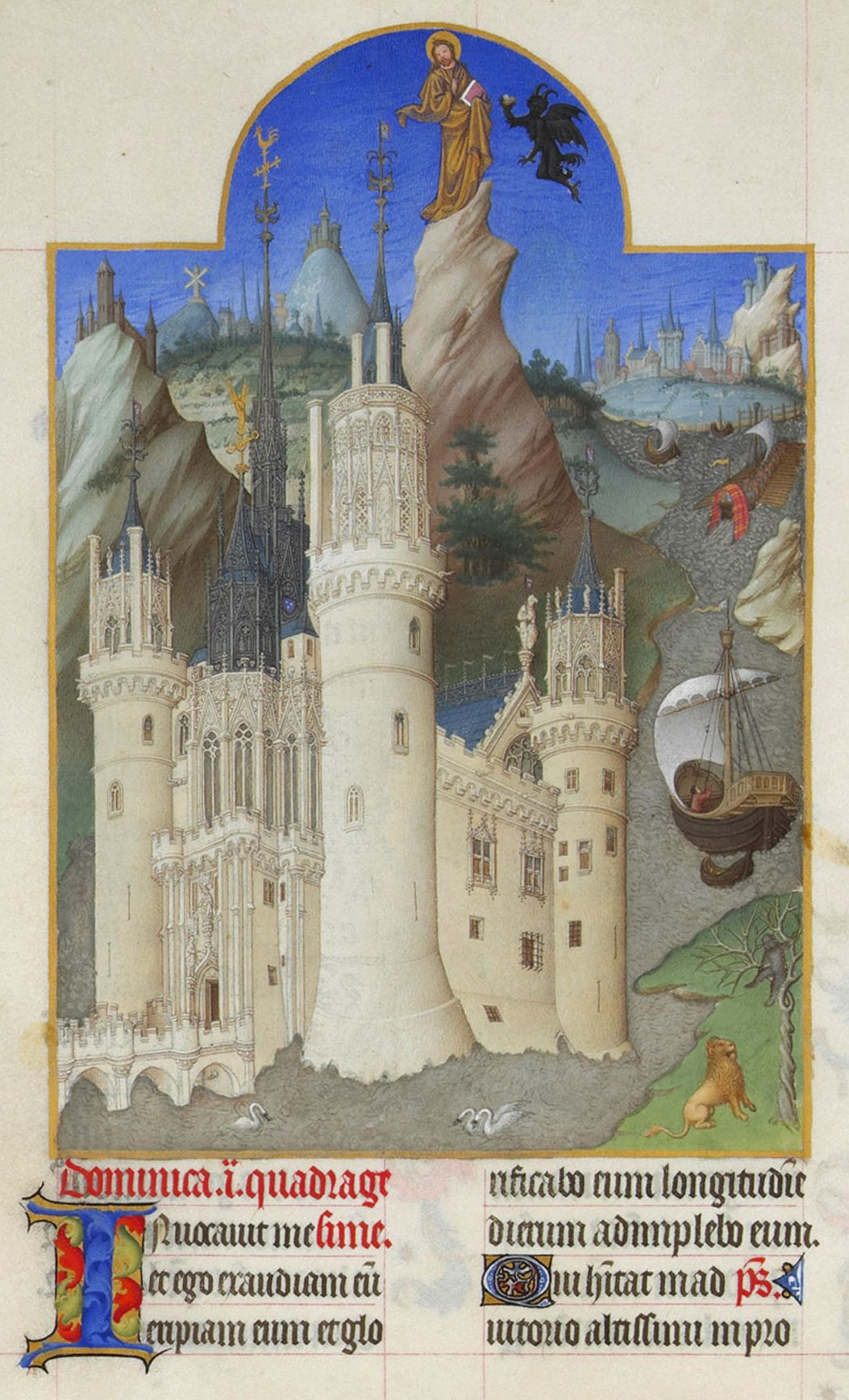
Het kasteel van Mehun in een miniatuur gemaakt in opdracht van Jean de Berry

Al in het eerste kwart van de 9e eeuw stond er een houten kasteel op een rots boven de vallei van de Yèvre. In de 11e eeuw verrees een eerste stenen kasteel. Rond 1200 werd een nieuwe cirkelvormige burcht met een donjon gebouwd. Koning Filips II van Frankrijk bouwde de stad uit als een militaire versterking tegen Issoudun in Aquitanië en liet een stadsmuur bouwen. Bovendien werden in 1219 stadsrechten aan Mehun verleend. Nog in de 13e eeuw kreeg de kapittelkerk een klokkentoren en werd Abdij Beauvoir, een klooster van cisterciënzerinnen, opgericht. De heren van Mehun maakten van de abdijkerk hun grafkerk.

### Koninklijke stad
In 1332 kwam Mehun in het koninklijk domein nadat Robert III van Artesië als heer was afgezet en verbannen wegens schriftvervalsing. De koning vergaf de heerlijkheid daarna aan gunstelingen. Rond 1400 liet Jean de Berry een nieuw, luxueus woonkasteel bouwen. Karel VII installeerde er zijn hof en ontving er illustere figuren als Agnès Sorel, Jacques Cœur en Jeanne d'Arc. Na zijn dood in 1461 viel het kasteel in onbruik.

### Industrie
Mehun had traditioneel een belangrijke textielnijverheid. Aan het einde van de 18e eeuw kwam de porseleinproductie op gang. In de 19e eeuw groeide de streek van Mehun en Vierzon uit tot een belangrijk productiecentrum van porselein in Frankrijk. Dit kwam onder andere door de beschikbaarheid van brandhout en goedkope werkkrachten. Halfweg de 19e eeuw stichtte Charles Pillivuyt een manufactuur voor luxeporselein. Op haar hoogtepunt stelde deze fabriek meer dan 1000 mensen tewerk. Nog in de 19e eeuw werd het Canal de Berry gegraven, waarlangs steenkool uit Allier werd vervoerd naar de hoogovens van Berry. In 1951 werd het kanaal uit gebruik genomen.

## Geografie
De oppervlakte van Mehun-sur-Yèvre bedroeg op 1 januari 2022 24,45 vierkante kilometer; de bevolkingsdichtheid was toen 261,5 inwoners per km².
De Yèvre stroomt door de gemeente.
De onderstaande kaart toont de ligging van Mehun-sur-Yèvre met de belangrijkste infrastructuur en aangrenzende gemeenten.

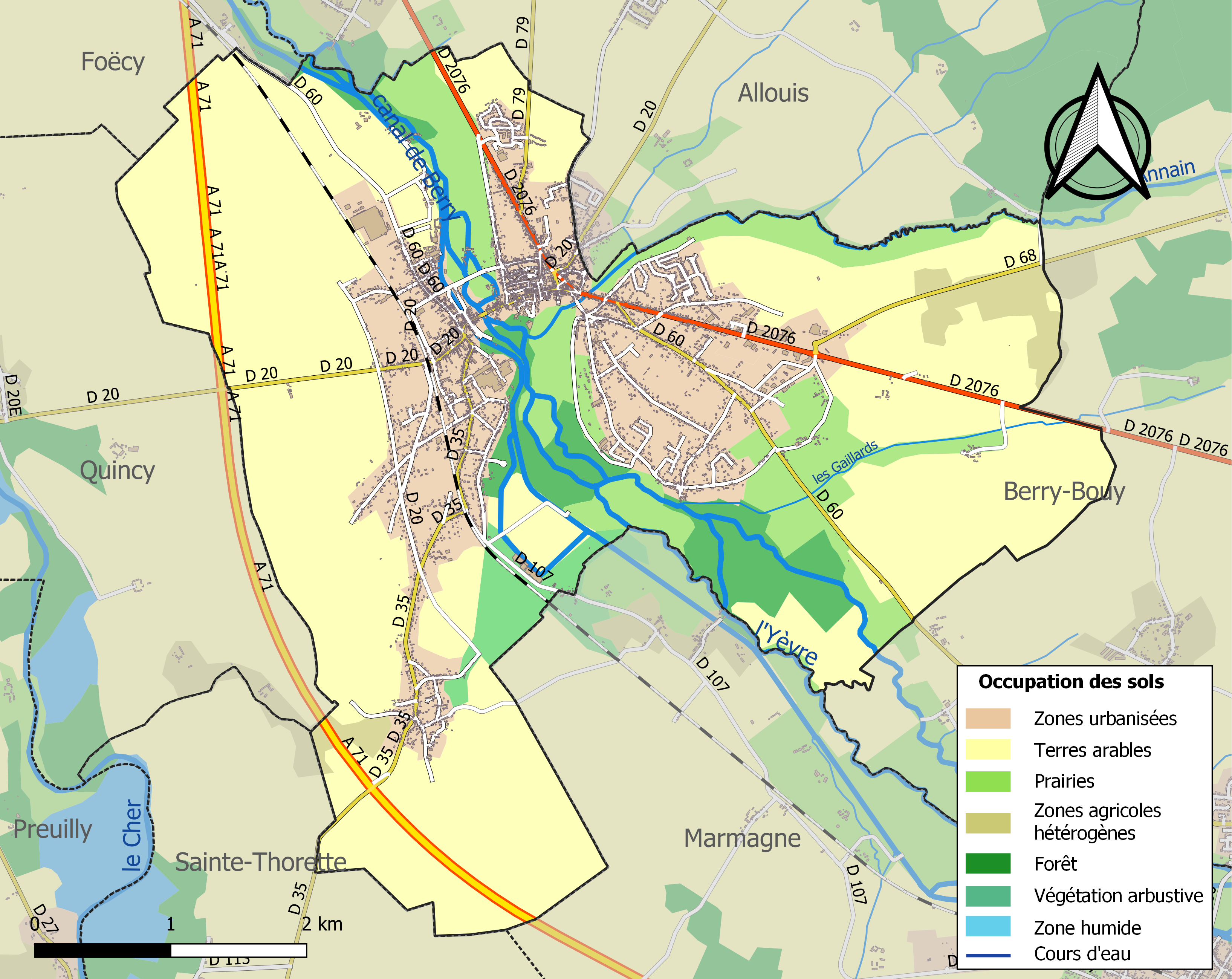

## Verkeer en vervoer
In de gemeente ligt spoorwegstation Mehun-sur-Yèvre.
De autosnelweg A71 loopt door de gemeente.

## Demografie
Onderstaande figuur toont het verloop van het inwonertal (bron: INSEE-tellingen).

## Bezienswaardigheden

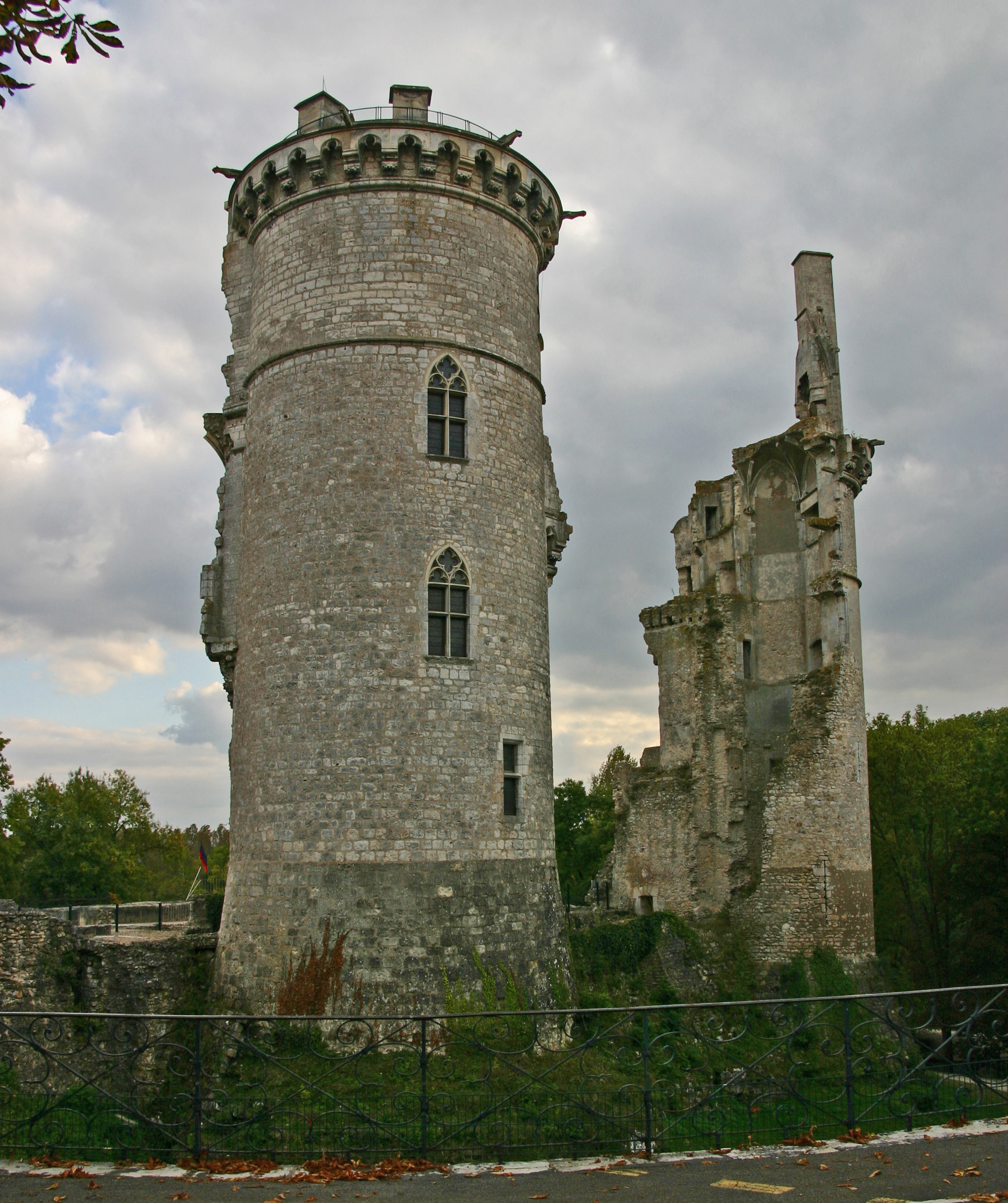
Resten van het kasteel van Mehun

### Kasteel
Al in de eerste kwart van de 9 eeuw vermelden teksten het bestaan van een kasteel in Mehun. Op dezelfde plaats werden achtereenvolgens verschillende kastelen gebouwd. Van het kasteel gebouwd in de late 12e eeuw en de vroege 13e eeuw rest de basis van de donjon. Het grootste deel van het kasteel dateert van het einde van de 14e eeuw en het begin van de 15e eeuw. Het kasteel werd gebouwd voor hertog Jean de Berry en werd ontworpen door de broers Guy en Drouet de Dammartin. Beeldhouwers André Beauneveu uit Valenciennes en waarschijnlijk ook Jean de Cambrai zorgden voor de rijke versieringen. Mede doordat de meest invloedrijke beeldhouwers uit het einde van de 14e eeuw aan het kasteel hebben gewerkt, beschreef de historiograaf Jean Froissart het als "een van de mooiste huizen ter wereld".
Tegen het einde van de 15e eeuw was het kasteel in onbruik geraakt en het brandde in de 16e eeuw uit na een blikseminslag. Al in de 18e eeuw was het kasteel een ruïne zonder daken en na de Franse Revolutie werd het gebruikt als steengroeve. Hieraan kwam een einde in 1817 door toedoen van prefect François de Villeneuve die de overblijvende twee torens van het kasteel behoedde voor afbraak. In de 19e eeuw volgden enkele restauratiewerken.
In het kasteel is het geschiedkundig museum Musée Charles VII gevestigd.

### Kapittelkerk Notre-Dame
De romaanse kerk werd gebouwd aan het begin van de 11e eeuw. Ze lag tussen de hoge en de lage stad van Mehun. De klokkentoren is 13e-eeuws met een spits die werd herbouwd na een brand in 1910.

### Porte de l'Horloge

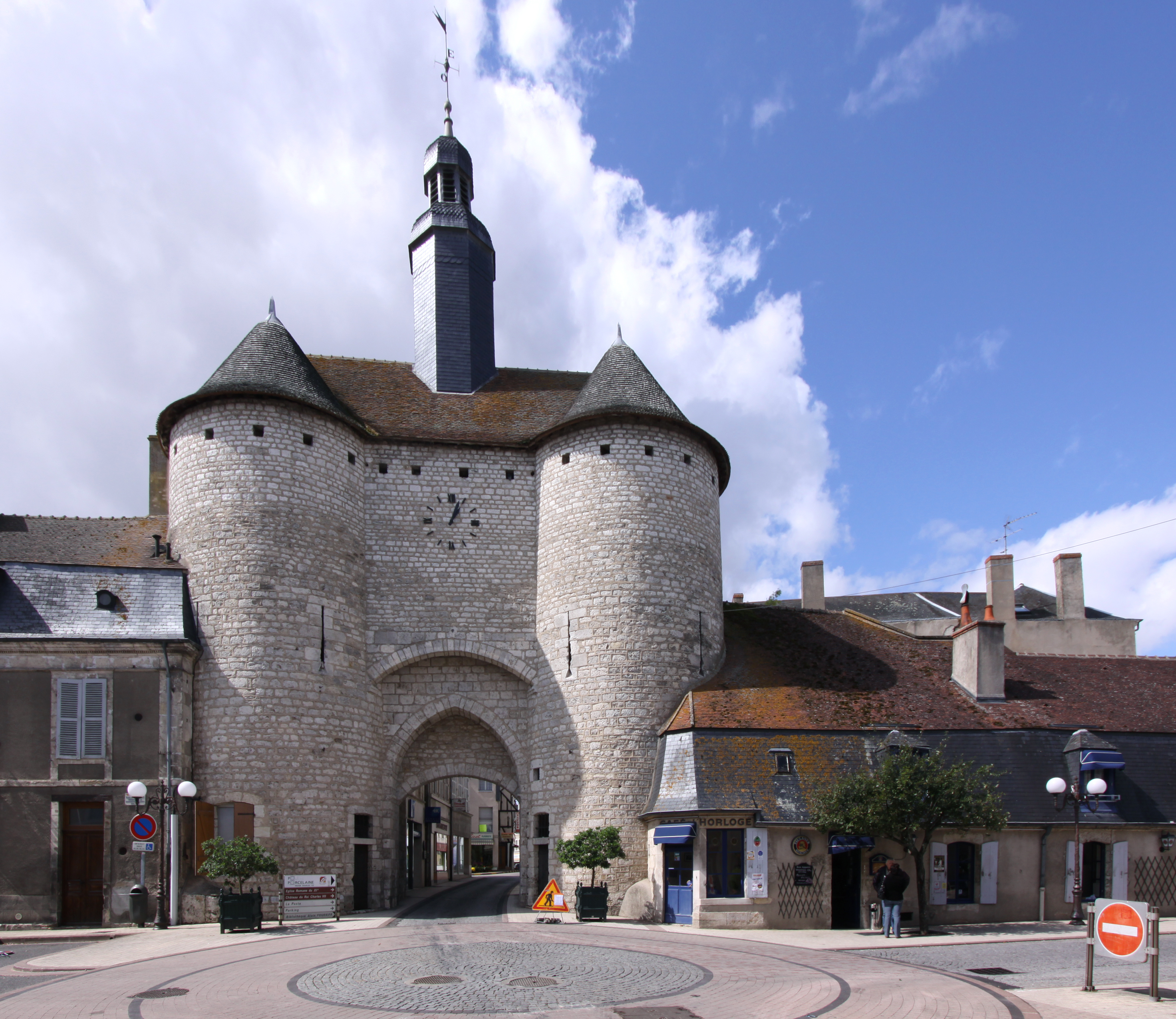
Porte de l'Horloge

De Porte de l'Horloge is een stadspoort uit de vroege 13e eeuw. De poort had een defensieve functie en was uitgerust met een valhek, schietgaten en een verdwenen houten borstwering. Aan het einde van de 14e eeuw schonk Jean de Berry een uurwerk aan de poort. Hieraan dankt de poort haar naam. Op de benedenverdieping van de twee ronde torens zijn twee gewelfde kamers die uitgeven op de buitenzijde van de poort. Waarschijnlijk werden deze ingangen beschermd met een barbacane. Op de eerste verdieping is een hoge zaal die de twee torens en de ruimte boven de eigenlijke poort omvat. Deze ruimte was niet toegankelijk via een trap maar enkel vanaf de stadsmuur. Aan de buitenzijde in de twee torens zijn telkens drie kamers ingericht voor schutters.